# Jan Górski (zm. ok. 1597)
Jan Górski herbu Nałęcz (zm. ok. 1597 roku) – sędzia ziemski nurski w 1570 roku.
Studiował w Lipsku w 1522 roku. Poseł na sejm 1570 roku z ziemi nurskiej.